# Niederthalheim
Niederthalheim is een gemeente in de Oostenrijkse deelstaat Opper-Oostenrijk, gelegen in het district Vöcklabruck. De gemeente heeft ongeveer 1100 inwoners.

## Geografie
Niederthalheim heeft een oppervlakte van 16 km². De gemeente ligt in het zuidwesten van de deelstaat Opper-Oostenrijk. Het ligt ten noordoosten van de deelstaat Salzburg en ten zuiden van de grens met Duitsland.

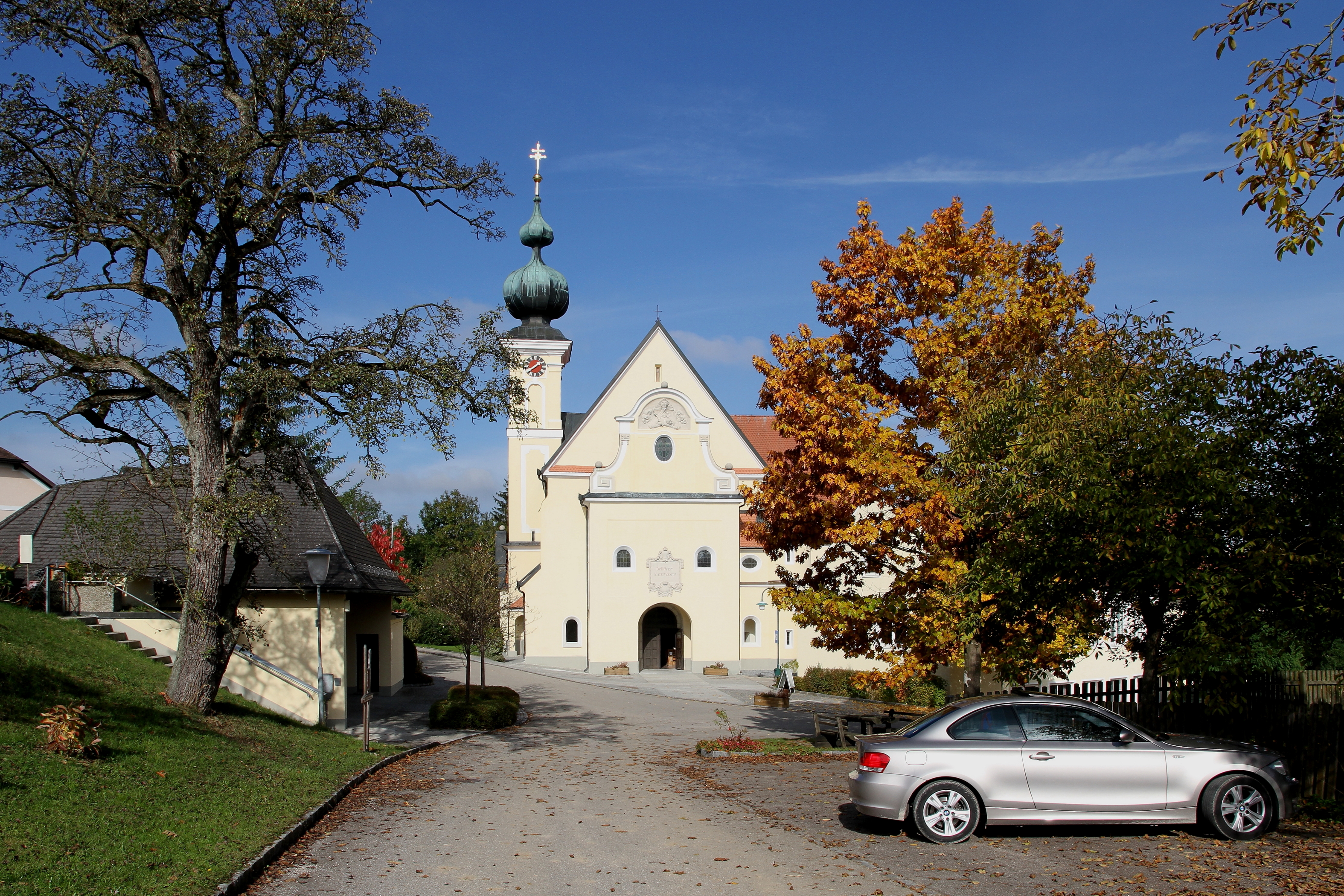
Parochiekerk van Niederthalheim

- Gemeinsame Normdatei: 4682041-3
- Virtual International Authority File: 244298845